# Electruro

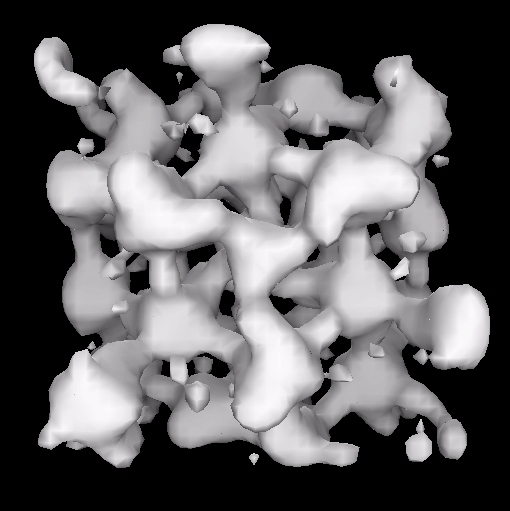
Cavidades y canales en un electruro.

Un electruro es un compuesto iónico en el cual un electrón constituye el anión. Las soluciones de metales alcalinos en amoníaco son sales de electruros. En el caso del sodio, estas soluciones consisten en [Na(NH3)6]+ y electrones solvatados: 
Na  + 6 NH3  →  [Na(NH3)6]+,e−
El catión [Na(NH3)6]+ es un complejo de coordinación de geometría molecular octaédrica.

## Sales sólidas
La adición de un agente complejante como el éter de corona o 2,2,2-criptando a una solución de [Na(NH3)6]+e− aporta [Na(éter de corona)]+e− o [Na(2,2,2-cript)]+e−. La evaporación de estas soluciones genera una sal paramagnética negra azulada de fórmula [Na(2,2,2-cript)]+e−.
La mayoría de los electruros sólidos se descomponen a una temperatura superior a 240 K. El correspondiente a [Ca24Al28O64]4+(e−)4 es estable a temperatura ambiente. En estas sales, el electrón se moviliza entre los cationes. Los electruros son paramagnéticos y aislantes de Mott. Se han analizado las propiedades de estas sales.

## Reacciones
Las soluciones de electruros son agentes reductores, según se demostró por su uso en la reducción de Birch. La evaporación de estas soluciones azules genera un núcleo espejo de Na. A medida que los electrones reducen amoníaco, tales soluciones pierden lentamente su color. Como una reacción intermedia se genera un electruro: [Na(NH3)6]+e−.
[Na(NH3)6]+e− + NH3 → NaNH2 + H2
Varios metales catalizan esta conversión.

## Elementos de alta presión
La evidencia teórica apoya el comportamiento de los electruros en compuestos aislantes de alta presión de potasio, sodio y litio. En estos casos, el electrón aislado se estabiliza por empaque eficiente, lo cual reduce la entalpía bajo presión externa. El electruro se identifica por un máximo en la función de localización electrónica, que distingue al electruro de la metalización por presión inducida. Las fases de los electruros son típicamente semiconductoras o de muy baja conductividad. Por lo común son de respuesta óptica compleja.

## Lectura adicional
- J. L. Dye; M. J. Wagner; G. Overney; R. H. Huang; T. F. Nagy; D. Tománek (1996). «Cavities and Channels in Electrides» (reprint). J. Am. Chem. Soc. 118 (31): 7329-7336. doi:10.1021/ja960548z. Archivado desde el original el 17 de abril de 2007. Consultado el 8 de septiembre de 2018.
- JCTC

- Datos: Q3271204

- Esta obra contiene una traducción  derivada de «Electride» de Wikipedia en inglés, publicada por sus editores bajo la Licencia de documentación libre de GNU y la Licencia Creative Commons Atribución-CompartirIgual 4.0 Internacional.